# Піфія (острів)
Острів Піфія — острів 0,37 км в довжину, найбільший із групи невеликих островів біля східної сторони острова Ентерпрайз у затоці Вільгельміна, біля західного узбережжя землі Греяма . Названий Комітетом антарктичних топонімів Великої Британії (UK-APC) у 1960 році на честь китобійного заводу Крістіна Крістенсена «Пітія», який працював із сусідньої гавані Гувернорен протягом сезону китобійного промислу 1921-22.

## Дивитися також
- Список антарктичних та субантарктичних островів